# Lena Wärnlöf
Anna Lena Wärnlöf, född 23 mars 1942 i Göteborg, död 26 december 2019 i Nacka, var en svensk målare och tecknare.  
Lena Wärnlöf var dotter till Gustaf och  Anna Lisa Wärnlöf och brorsdotter till Herbert Wärnlöf. Hon studerade konst vid Kungliga konsthögskolan i Stockholm 1962–1967 och genom självstudier under resor till Paris, dåvarande Leningrad och Svolvær i Norge. 
Tillsammans med Barbro Banck ställde hon ut på Galleri Maxim i Stockholm 1966 och medverkade i ett flertal samlingsutställningar i bland annat Norrtälje, Karlskrona och Västerort i Stockholm.  Hon tilldelades 1965 ett stipendium från H. A:xson Johnsons stiftelse.
Lena Wärnlöfs konst består av figurer, porträtt, stilleben och landskapsskildringar utförda i olja, pastell, gouache samt arbeten utförda i emalj och stucco lustro. Hon är representerad exempelvis i Västernorrlands läns landsting och Västerås kommun.